# Thomas Huckle Weller
Thomas Huckle Weller (Ann Arbor, Michigan, 1915. június 15. – Needham, Massachusetts, 2008. augusztus 23.) amerikai virológus, parazitológus. 1954-ben John F. Enders-szel és Frederick C. Robbins-szal közösen megkapta az orvostudományi Nobel-díjat, mert kidolgozták a gyermekbénulás vírusának laboratóriumi tenyésztési módszerét. Ennek köszönhetően Jonas Salk néhány évvel később vakcinát készíthetett a betegség ellen.

## Pályafutása
Thomas H. Weller 1915. június 15-én született a michigani Ann Arborban. Apja Carl Vernon Weller orvosprofesszor, anyja Elsie Huckle volt. Iskoláit szülővárosában végezte. Már diákkorában érdekelték a természettudományok, sokat foglalkozott madármegfigyeléssel. 1932-ben beiratkozott a Michigani Egyetemre, ahol apja a patológia tanára volt. 1936-ban biológiából B.A. fokozatot szerzett (diplomamunkájának témája a halak parazitái voltak), majd a Harvard Egyetem orvosi szakán folytatta tanulmányait, ahol elsősorban parazitológiát tanult a patológia és trópusi betegségek tanszékén. 1938 nyarát egy floridai malárialaboratóriumban töltötte, utolsó évében pedig együtt dolgozott John F. Enders-szel, aki vakciniavírust próbált szövettenyészetben szaporítani. Weller 1940-ben megszerezte az orvosdoktori fokozatot és a Bostoni Gyermekkórházban kezdte meg klinikai gyakorlatát.
1941 decemberében a Pearl Harbor elleni japán támadás után az USA belépett a második világháborúba. Weller a hadsereg egészségügyi csapatainál szolgált; 1942 és 1946 között Puerto Ricóban ő volt a bakteriológiai és parazitológiai laboratórium vezetője. 1946-ban visszatért Bostonba és újból csatlakozott Endershez, aki éppen kutatókat keresett a Harvardról a Gyermekkórházba áthelyezett infektológiai laboratóriumába. 1949-ben Wellert kinevezték a kórház fertőző osztályának kutatási igazgatóhelyettesévé, 1954-ben pedig professzori kinevezéssel a Harvard trópusi közegészségügyi tanszékének vezetője lett. 27 évig maradt ezen a poszton, 1981-ben mondott le a vezetői tisztségről, 1985-ben pedig professor emeritusként visszavonult.

## Tudományos munkássága
Weller 1947-ben kezdett dolgozni Enders laboratóriumában, akinek akkor már jelentős virológiai tapasztalatai voltak. Sikeresen tenyésztették a mumpsz és az influenza kórokozóit csirkeembrióban és izomszövet-kultúrában. Miután Weller sikertelenül próbálta szaporítani a varicella zoster-vírust humán embrionális bőrsejtekben, Enders javaslatára kutatótársa, Frederick C. Robbins a maradék szövetkultúrát megfertőzte poliovírussal, a gyermekbénulás kórokozójával. A próbálkozás sikerrel járt, amit először 1949-ben közöltek le, majd 1952-ben a végleges, tökéletesített módszert is megjelentették. A technikának hála Jonas Salk és Albert Sabin hozzá tudott férni akkora mennyiségű vírushoz, amire szükség volt a gyermekbénulás elleni oltóanyag előállításához.
Weller 1952-ben sikeresen izolálta a varicella zoster-vírust és bebizonyította, hogy ő a kórokozója a bárányhimlő és az övsömör betegségeknek. 1957-ben az ő laboratóriumában sikerült először tenyészteni a citomegalovírust. 1960 és 1962-között  Franklin A. Neva segítségével izolálta a rubeola-vírust, később pedig éveken át kutatta a Schistosoma mansonit, a schistosomiázis kórokozóját. 

## Elismerései
Thomas H. Weller, John F. Enders és Frederick C. Robbins 1954-ben elnyerte az orvostudományi Nobel-díjat a poliovírus tenyésztési technikájának kidolgozásáért. Ezenfelül Weller megkapta az E. Mead Johnson-díjat (1953), a Weinstein-díjat (1954), az Amerikai Infektológiai Társaság Bristol-díját (1980) és a Walter Reed érmet (1996). Tagja volt az Amerikai Művészeti és Tudományakadémiának, az Amerikai Tudományos Akadémiának és a brit Királyi Orvosi Kollégiumnak. 1946-ban őrnagyi rangban szerelt le a hadseregtől. 

## Családja
Thomas H. Weller 1945-ben házasodott össze Kathleen Fahey-vel. Négy gyermekük született, Peter Fahey, Robert Andrew, Janet Louise és Nancy Kathleen Weller.
Thomas Huckle Weller 2008. augusztus 23-án halt meg 93 éves korában.